# برابری جنسیتی در بهائیت
برابری زنان و مردان یکی از آموزه‌های اجتماعی آئین بهائی و یکی از بنیادی‌ترین اصول آن است. اجرای این اصل ارتباط نزدیک و به‌هم‌پیوسته‌ای با عدالت اجتماعی، بلوغ جمعی نوع بشر و دستیابی به صلحی پایدار دارد. در متونِ بهائی اشارات زیادی به برابری جنسیتی و مفهوم آن گردیده، از جمله در این گفتارِ بهاءالله، بنیان‌گذار آئین بهائی، که صراحتاً تفاوت مابین زن و مرد رفع و به هر دو جنس جایگاه یکسان داده شده‌است: «قلم اعلی فرق مابین عباد و اماء را از میان برداشته و کل را در صُقع واحد به عنایت کامله و رحمت منبسطه مقر و مقام عطا فرمود.»
متون بهائی بیان می‌کنند که زن و شوهر باید همچون دو بال یک پرنده باشند و همواره بین ایشان برابری وجود داشته باشند تا پرنده، یعنی عالم انسانی به‌طور کل، بتواند پرواز کند و به اوج کمال برسد. عبدالبهاء، مُبَیّن آثار بهاءاللّه، می‌نویسد:
«عالم انسانی را دو بال است. یک بال رجال یک بال نساء. تا دو بال متساوی نگردد، مرغ پرواز ننماید. اگر یک بال ضعیف باشد، پرواز ممکن نیست. تا عالم نساء متساوی با عالم رجال در تحصیل فضائل و کمالات نشود، فلاح و نجاح چنان‌که باید و شاید ممتنع و محال.»
عبدالبهاء بیش از یک قرن پیش دستیابی به برابری زن و مرد را محقق می‌دانست، و استدلال می‌کرد که این تغییر لازمهٔ زمانه است. او معتقد بود که عصر، عصر زنان است و زنان باید ترقی کنند، برابری خود با مردان را آشکار کنند، در عرصه‌های سیاست و حکومت وارد شوند، در امور جهان مشارکت کنند و نیروی محرک صلح در جهان شوند. او در نوشته‌هایش، هم به ریشهٔ این نابرابری‌های تاریخی پرداخت، هم با تعابیر جدید، نقش بنیادین و محوری برابری زن و مرد را در تعادل اجتماع و ترقی آن بیان کرد، و هم به ضرورتِ برابری، قطعی و اجتناب‌ناپذیر بودن آن، و نیز نتایج آن پرداخت. این همه، امّا، در بستری تاریخی-اجتماعی بیان شد.
بهائیان معتقدند زن و مرد هر دو برابرند و امتیازی به‌طور ذاتی از نظر انسانی، اجتماعی و روحانی برهم ندارند، لذا زن و مرد باید در جمیع حقوق اجتماعی، سیاسی و مدنی برابر باشند. برای مثال در حقوق اجتماعی مانند تعلیم و تربیت هر دو باید از فرصت‌های برابر برای تحصیل برخوردار باشند، در حقوق سیاسی، هر دو باید حق انتخاب کردن و انتخاب شدن را در انتخابات مختلف مدنی و سیاسی داشته باشند و در حقوق مدنی مانند ازدواج این تساوی باید برقرار باشد. هر فردی، چه زن و چه مرد، طبق اعتقادات بهائی می‌تواند تنها یک همسر داشته باشد. حق طلاق را هم مرد و هم زن دارند، هر چند طلاق به هیچ وجه توصیه نمی‌شود مگر در مواردی استثنائی. تعالیم بهائی عنوان می‌کند که زنان در رده‌ای برابر با مردان هستند و هیچ‌کدام از دیگری برتر نیست و هیچ‌کدام نباید تحت انقیاد دیگری در حیات اجتماعی واقع شود.
برابری زنان و مردان از نظر آئین بهائی، فقط شامل حقوق نمی‌شود. بلکه در بسیاری از مسئولیت‌ها هم هر دو وظایف برابری دارند. یکی از مهم‌ترین مسئولیت‌ها، مسئولیت مشارکت برای ایجاد جهانی بهتر و ساخت جوامعی پیشرو و مترقی است. همان‌طور که زنان و مردان از حقوق مساوی برخوردار هستند، باید نقش و مسئولیت خود را نیز برای بهسازی اجتماع ایفا نمایند. آموزه برابری زنان و مردان توسط عبدالبهاء، در سفرهای او به قاره آمریکا و اروپا، به تفصیل تشریح شد. در نگاه بهائی، دستیابی به برابری میان زنان و مردان از جمله پیش‌شرط‌های برقراری صلح در نظر گرفته شده‌است.
از منظر آئین بهائی، ریشه کنی فقر نیز در سراسر جهان ممکن نمی‌شود مگر آنکه برابری کامل زنان و مردان محقق شود.

## مفهوم بنیادین برابری زنان و مردان
اولین و مهم‌ترین مفهومی که اساس برابری زنان و مردان در آئین بهائی بر پایهٔ آن استوار گردیده، مفهوم روح است. این روح است که هویت انسان را تعریف کرده و وی را از سایر موجودات ممتاز می‌نماید. به بیان ساده‌تر، آنچه در متون بهائی از آن به عنوان روح یاد می‌شود، از عوالم الهی سرچشمه گرفته و برای هر انسانی، به عنوان هویتی منحصر به فرد، در هنگام لقاح با جسم او مرتبط می‌گردد. به اعتقاد بهائیان، ذات پروردگار و روح انسانی هر دو فاقد جنسیت هستند و پس از مرگ، جسم به اصل خود، یعنی خاک و روح به منشأ خویش، یعنی عوالم الهی مراجعت نموده و به ترقیات روحانی خود همچنان ادامه می‌دهد. بیت العدل اعظم در پیامِ ۱۲ اسفند ۱۳۹۱ (۲ مارس ۲۰۱۳ م) خود خطاب به بهائیان ایران، چنین می‌گویند:
«روح انسانی عاری از جنسیّت، نژاد، قومیّت و طبقه می‌باشد و این حقیقتی است که هر نوع تعصّب را غیرقابل قبول می‌نماید مخصوصاً تعصّب نسبت به زنان که آنان را از پرورش استعدادهای ذاتی خود و از اشتغال پابه‌پای مردان در میادین گوناگون بازمی‌دارد؛ ریشهٔ اصلیِ تعصّب، جهل است که به کمک فرایندهای آموزشی می‌تواند بر طرف گردد.»

دومین نکتهٔ مهم در ارتباط با برابری بین زن و مرد، اصل یگانگیِ نوع بشر است. هیچ تفاوت ذاتی در بین انسان‌ها وجود ندارد زیرا هر فردِ انسانی، ذاتاً شریف و به صورت و مثال الهی آفریده شده، یعنی دارای ظرفیت‌های والای اخلاقی و روحانی است. در اصل هدف از زندگی جسمانی اینست که فرد سجایای روحانی خود نظیر راستی و درستی، صبر و بردباری، دانش، کمالات و نظیر این‌ها را به بهترین شکل ممکن پرورش داده و با پیروی از تعلیمات فردی و اجتماعی، به مرحلهٔ اوج و کمال برساند. در این مسیر، زن و مرد هر دو و به‌طور یکسان، هدف مشترکی را دنبال می‌کنند. عبدالبهاء، مُبَیّن آثار بهاءاللّه، در توضیح این مطلب می‌گوید:
«بهاءالله بیان مساوات رجال و نساء فرمود، در تورات است که خدا فرمود انسانی را خلق کنم به صورت و مثال خود و در حدیث رسول می‌فرماید خَلق الله الادم علی صورته، و مقصد از این صورت، صورت رحمانی است، یعنی انسان صورت رحمن است و مظهر صفات یزدان. خدا حی است انسان هم حی است، خدا بصیر است انسان هم بصیراست، خدا سمیع است انسان هم سمیع است، خدا مقتدر است انسان هم مقتدر است، پس انسان آیت رحمن است، صورت و مثال الهی است و این تعمیم دارد و اختصاصی به رجال دون نساء ندارد چه نزد خدا ذکور و اناث نیست هر کس کامل‌تر، مقرب‌تر. خواه مرد باشد، خواه زن. اما تا حال زنان مثل مردان تربیت نشده‌اند اگر آن قسم تربیت شوند مثل مردان می‌شوند.»
تعالیم بهاءالله بیان می‌کنند که مقام روحانی هر فردی، فارغ از جنسیتی که او دارد، به واسطه معرفت خداوند و اعمال نیکی که انجام می‌دهد مشخص می‌شود. عبدالبهاء، که مدافع برابری زنان و مردان است تأکید می‌کند که زن و مرد دارای ظرفیت یکسانی در هوش، استعداد و خصوصیات روحانی هستند.
وی همچنین بیان می‌کند که در نزد خداوند مرد بودن یا زن بودن مهم نیست بلکه آنچه مهم است داشتن قلب پاک است. خداوند انسان‌ها را بر اساس اعمال‌شان قضاوت می‌کند و نه اینکه زن هستند یا مرد. در نظر عبدالبهاء، تفاوت‌هایی که بین زنان و مردان، در حال حاضر، وجود دارد ناشی از فقدان فرصت‌های برابر و نیز مسئله تعلیم و تربیت بوده‌است.
عبدالبهاء دربارهٔ روابط بین زنان و مردان در نهاد ازدواج چنین می‌نویسد:
«این زن و شوهر، پیوند زناشویی بستند، پس یاریشان کن که تا آخر زندگی، علامت و نشان وفاق و هماهنگی و وحدت و همبستگی باشند».

مثال دو بال یک پرنده در بسیاری از موارد برای بیان اهمیت برابری میان زنان و مردان مورد اشاره قرار گرفته‌است. بهاءالله، در لوح دنیا، بیان می‌کند که زنان همچون مردان باید در صورت امکان به کسب درآمد و روزی اشتغال داشته باشند. این امر در استقلال مالی زنان و همچنین در مشارکت روزافزون زنان در امور اجتماع می‌تواند مؤثر باشد. بهاءالله در یکی از الواح خود می‌نویسد:
«جمیع رجال و نساء (مردان و زنان) آنچه را که از اقتراف و زراعت و امور دیگر تحصیل می‌نمایند، جزئی از آن را برای تربیت و تعلیم اطفال نزد امینی ودیعه گذارند.»

## تلاش‌های بهائیان ایران در راستای ایجاد برابری جنسیتی و پیشرفت زنان
عبدالبهاء نابرابری عملی زنان با مردان را در طول تاریخ تنها ناشی از نبود فرصت برای زنان، و کاستی آموزش و پرورش ایشان می‌داند: «تأخّر جنس زن تا به حال به جهت این بوده که مثل مردان تربیت نمی‌شدند» و تأکید می‌کند که شکی نیست اگر زنان مثل مردان تربیت می‌شدند، پیشرفتشان همچون مردان می‌بود. با برخورداری از امکانات تعلیم و تربیت یکسان، «کمالات» زنان و مردان مساوی خواهد بود، و آن وقت، «سعادت عالم انسانی کامل گردد.». نوشته‌های او بر آموزش و فرصت‌های برابر یادگیری تأکید فراوان دارد.
عبدالبهاء آموزش دختران و اعتماد به نفس و کوشش خود زنان را مهم‌ترین عامل دستیابی به آرمان برابری زن و مرد می‌دانست او حتی زنان را در مواردی از مردان قوی‌تر می‌دانست. او در سخنرانی‌های متعددی به این مطلب پرداخت. از جمله، در یکی از آن‌ها، با طرح این سؤال که تفاوت موجود در جایگاه زنان و مردان از چه ناشی شده‌است، پاسخ می‌دهد: «هیچ شبهه نیست که از تربیت است» و در ادامه، با تصریح پیش‌تر بودن زنان در بعضی زمینه‌ها، بر ضرورت تربیت واحد برای زن و مرد، و اهمیّت نقش اجتماعی زنان تأکید می‌کند: 
«اگر نساء به مثل رجال تربیت شوند مثل مردان می‌شوند. بلکه احساسات زن‌ها بیشتر است رقّت قلب زن‌ها بیشتر از مردهاست. لکن تا به حال چون زن‌ها تربیت نشده‌اند لذا عقب مانده‌اند باید زن‌ها هم مانند مردها تربیت شوند البته به درجهٔ مردها می‌رسند علی‌الخصوص در هیئت اجتماعیه عضو عامل‌اند لهذا خدا راضی نیست که این عضو مهم در نهایت کمال نباشد و عدل نیز چنین اقتضا می‌نماید که زنان و مردان مساوی باشند. تربیت واحد بشوند و وظیفه‌شان را به‌تمامه اجرا دارند.»
و خطاب به زنان می‌گوید:
«باید خیلی همت کنید؛ در تحصیل علوم بکوشید؛ در ادراک حقایق اشیاء جهد کنید؛ در فضائل عالم انسانی بی‌نهایت همت مبذول دارید و بدانید که فضل الهی شامل شماست. وقتی زنان ترقی کنند که مردان خود شهادت دهند که زنان با ما مساوی‌اند، حاجت به‌جدال و نزاع نیست.»
عبدالبهاء بر ضرورت آموزش زنان و بهبود شرایط زندگی آنان بسیار تأکید داشت، و حتی به صراحت بیان کرد که آموزش دختران را مقدم بر پسران می‌داند. در احکام بهائی آمده‌است که در صورت ناکافی بودن امکانات مالی خانواده، باید اولویت حقِّ تحصیل به فرزندان دختر داده شود، زیرا ایشان مادران آینده‌اند و اوّل مربّیِ طفل، مادر است.
عبدالبهاء شمار زیادی از زنان تحصیل‌کرده و موفق غربی را که پزشک، معلم یا مدیر مدرسه بودند ترغیب کرده بود به ایران بروند و مدرسه و درمانگاه برای دختران و زنان ایرانی بسازند و در ایران تدریس و طبابت کنند.
تأسیس مدرسهٔ تربیت برای دختران در تهران در پی تأکید عبدالبهاء مبنی بر اهمیت آموزش دختران بود. این مدرسه توسط عطاالله بخشایش در سال ۱۲۹۰ شمسی، به کمک تعدادی از بهائیان آمریکایی با نام‌های، خانم لیلیان کُپس، سوزان مودی، جنی‌ویو کُی، و خانم ادلاید شارپ و با همکاری نزدیک سایر همکاران بهائی ایرانی و غیر بهائی وی تأسیس گردید. این مدرسه با ۶ سطح درسی آغاز به کار کرد و برای دختران تا سنّ ۲۰ سالگی دروس ویژه‌ای داشت. گنجایش این مدرسه در حدود سال ۱۲۹۸ شمسی به ۴۰۰ دانش‌آموز رسید. گنجایش این مدرسه در ده سال پس از آن توسعه یافته و توان ارائهٔ ۱۱ سطح درسی مختلف به ۷۱۹ دانش‌آموز را، که ۳۵۹ نفر از آن‌ها بهائی، ۳۵۲ نفر مسلمان و ۸ نفر یهودی بودند، پیدا کرد.
سیاست عملی عبدالبهاء برای پیش بردن اصل برابری زنان و مردان، آگاه کردن زنان به اهمیت مقام و حقوق‌شان، و تشویق آنان به دانش آموختن و مشارکت فعال در کارهای اجتماعی بود. او در موارد بسیار، کارهای خطیر و دشوار را به زنان می‌سپرد، که گاهی خلاف انتظار جامعه بود. عبدالبهاء این مسئولیت‌های مهم را به زنان می‌داد، و بعد توفیق و دستاوردشان را در جمع می‌ستود.
یکی از این موارد ملاقات با مظفرالدین شاه قاجار و صدر اعظم او، امین‌السّلطان، به قصد دادخواهی برای بهائیان ایران بود. عبدالبهاء این مأموریّت را به خانم لوا گتسینگر داد که از اولین زنانی بود که در آمریکا بهائی شده بود. لوا گتسینگر به همراه هیپولیت دریفوس اولین بهائی فرانسوی، هنگام دومین سفر مظفرالدین شاه و صدراعظم در سال ۱۹۰۲، در پاریس موفق به دیدار او شد، و از ظلم و ستم وارد بر بهائیان ایران گفت و تقاضای رعایت عدالت در حق آنها کرد. در جواب، البته، از شاه و امین‌السلطان که از گسترش آیین بهائی در میان غربیان حیرت‌زده شده بودند، پاسخ‌های دلگرم‌کننده شنید.
اما برخلاف آن قول‌ها، یک سال بعد، واقعهٔ هجوم و کشتار در یزد و اصفهان پیش آمد که در طی آن نزدیک به ۳۰۰ بهائی در این دو شهر کشته شدند و خانه و اموالشان به غارت رفت. عبدالبهاء پیش از آن روحانیّه بشروئی، یکی از زنان مطلع و سخنور بهائی را که با تخلّص بی‌بی روحانی شعر هم می‌گفت، مأمور کرده بود که برای آموزش بهائیان به یزد برود. روحانیّه که ورودش به یزد مقارن با شروع هجوم و کشتارها شد، درطول آن وقایع و پس از آن با شجاعت به تقویت روحیهٔ بهائیان و تسلّی آنان پرداخت. بعدها عبدالبهاء در یک سخنرانی دربارهٔ برابری زنان، در سانفرانسیسکو، او را بسیار ستود و بزرگ داشت.
نمونه دیگری از اعتماد به قابلیّت‌های زنان را عبدالبهاء در کار ساختن مشرق‌الاذکار (عبادتگاه بهائی) شیکاگو نشان داد. تأسیس این بنا بزرگ‌ترین پروژهٔ ساختمانی و سرمایه‌گذاری جامعهٔ بهائی در دورهٔ خود بود و عبدالبهاء مدیریت این کار را به عهدهٔ یک زن بهائی آمریکایی به نام کورین ترو گذاشت. و زمانی که عبدالبهاء به آمریکا سفر کرده بود، در روز اوّل ماه مه سال ۱۹۱۲، هنگام نهادن سنگ بنای همین معبد، در حرکتی نمادین بیلچه را به دست زن جوان ایرانی، قدسیّه اشرف که در آمریکا در دانشگاه تحصیل می‌کرد، داد تا او هم «به نمایندگی از زن‌های ایران» در این آغاز سهمی داشته باشد. قدسیه اشرف، حدود یک سال قبل از آن، به آمریکا رسیده بود. پدرش، دو سال قبل، از عبدالبهاء دربارهٔ فرستادن دخترش برای تحصیل به آمریکا نظر خواسته بود، و جواب شنیده بود که «به‌فوریّت روانه‌اش کنید.» قدسیه اشرف باید از اولین زنان ایرانی—شاید هم اولّین زن ایرانی—باشد که برای تحصیلات دانشگاهی به آمریکا رفت.

## حق رأی زنان
سفر عبدالبهاء به اروپا و آمریکا مقارن با اوج مبارزات زنان برای گرفتن حق رأی و اعتراض به نابرابری‌های اجتماعی بود، و دیدگاه‌های او دربارهٔ حقوق زنان بسیار با استقبال روبرو می‌شد. به شهادت نویسندهٔ سفرنامه‌اش، به‌ویژه، زنانِ «حقوق‌طلب» غربی اشتیاق بسیار برای شنیدن سخنرانی‌های او داشتند. انجمن‌های زنان پیشرو او را برای سخنرانی دعوت می‌کردند، روزنامه‌ها مرتب دربارهٔ آنچه می‌گفت گزارش می‌نوشتند، و به‌خصوص زنان خبرنگار بسیار با او مصاحبه می‌کردند. عبدالبهاء از تأثیر مطبوعات بر افکار عمومی به خوبی آگاه بود، و نظراتش را با صراحت می‌گفت و گاه از تجربه‌های شخصی خود مثال نقل می‌کرد.
نمونه‌ای از این گزارش‌ها، نوشتهٔ یک زن خبرنگار، روز بعد از ورود عبدالبهاء به آمریکا در یکی از روزنامه‌های نیویورک منتشر شده‌است. در این گزارش به نقل از عبدالبهاء آمده‌است:
«حق رأی زنان درست و حتمی است… من به برابری حقوق زنان و مردان باور دارم… همه پیروان من تک‌همسر هستند… من باور دارم که دو نفر که در می‌یابند که نمی‌توانند پیوند روحی میان خود برقرار کنند، بهتر است که از همدیگر جدا شوند. ناسازگاری بیشترین دلیل جدایی است. وقتی که ناسازگاری وجود دارد ازدواج واقعی نمی‌تواند وجود داشته باشد. من در ازدواج خوشبخت بوده‌ام و چهار دختر دارم. آنها به زبان فرانسه و آلمانی صحبت می‌کنند و خیلی دختران موفقی هستند. آنها چادر به سر نمی‌کنند و مانند شما زنان آزاد هستند. 
عبدالبهاء هدف‌های جنبش حق‌طلبی زنان را تأیید می‌کرد و با بسیاری از زنان پیشرو و انجمن‌های زنان در اروپا و آمریکا ملاقات و مراوده داشت. یکی از مهم‌ترین زنانی که با او دیدار کرد، املین پنکهرست، رهبر جنبش سافروجت‌ها - جنبش حق رأی زنان در سال‌های اول قرن بیستم در بریتانیا- بود که به خاطر مبارزاتش چندین بار زندان رفت. در سفر عبدالبهاء به لندن املین پنکهرست به دیدار او رفت. در دیدار با پنکهرست، عبدالبهاء آرمان‌های حق‌طلبی زنان را ستود، اما آنان را از توسّل به حرکت‌های خشن، مثل شکستن پنجره‌ها، خسارت زدن به قطارها و امثال آن برحذر داشت، و تشویق کرد که با به‌کارگیری دانش و هوش و دستاوردهای علمی و هنری برای حقوق خود مبارزه کنند:
«در این عصر، شخص ضعیف به اقدامات ترسناک متوسّل می‌شود، و شخص هوشمند قوهٔ عقل و حکمت را به کار می‌گیرد» (ترجمه).
همین مطلب دربارهٔ روش اقدام برای حصول برابری، در سخنرانی‌های عبدالبهاء برای زنان آزادی‌خواه نیز آمده‌است. نویسندهٔ سفرنامه‌اش د خلاصه‌هایی که از سخنرانی‌های او یادداشت کرده، به این مطلب اشاره می‌کند. از جمله، این نقل قول از نطق روز ۱۹ دسامبر ۱۹۱۲م که:
«باید نساء در تربیت خود و تحصیل کمالات بکوشند. به تربیت احقاق حقوق خویش نمایند، نه به زور و زجر؛ زیرا به حسن تدبیر و تربیت طلب مساوات نمودن شأن عاقل است. شخص دانا به تحصیل کمالات طلب حقوق خویش نماید، امّا نادان بقوّهٔ جبریّه،» 
و این که دو روز بعد، وقتی «جمعی از خانم‌های محترمه حقوق‌طلب» با عبدالبهاء دیدار کردند، او ایشان را «به اعتدال و حسن اخلاق و کردار» نصیحت کرد.
در صحبت با یکی دیگر از زنان این جنبش، املین پتیک-لاورنس عبدالبهاء از او پرسید: «چرا باور دارید که زنان باید حق رأی داشته باشند؟» جواب داد: «چون فکر می‌کنم بشر باید بالاتر و بالاتر پرواز کند اما تنها با یک بال نمی‌تواند به اوج برسد.» عبدالبهاء این‌بار با لبخند پرسید: «اگر یک بال از بال دیگر قوی‌تر بود تکلیف چیست؟» جواب داد: «باید بال ضعیف‌تر را تقویت کرد.» عبدالبهاء گفت: «اگر من به شما ثابت کنم که زنان بال قوی‌ترند، چطور؟» املین پتیک-لاورنس جواب داد: «در آن صورت من تا ابد مدیون شما خواهم بود.»

## شخصیت‌های برجسته تاریخی

### طاهره قرة العین پیشگام در اعلان برابری زنان و مردان
فاطمه برغانی قزوینی (۱۲۳۰، ۱۲۳۱ یا ۱۲۳۳ قمری – ۱۲۶۸ قمری) ملقب به زرین‌تاج، زَکیّه، اُمّ سَلَمَه و مشهور به طاهره و قُرَّةُالعَین، شاعر، خطیب، مجتهد، عارف، محدث ایرانی، از نخستین مریدان سید علی‌محمد باب و از رهبران جنبش باب بوده‌است. او دختر یکی از علمای قزوین بود و در نزد همگان با عنوان طاهره یا «پاک» که از طرف بهاءالله به او اعطا شده بود شناخته می‌شود. در خارج از جامعهٔ بهائی، او را به عنوان شاعری جسور و انقلابی می‌شناسند. او از اولین پیروان باب بود و باب او را به عنوان یکی از هجده مؤمن اولیهٔ خود که به «حروف حی» معروف هستند، برگزید و بسیار محترم داشت. از آن پس طاهره با فصاحت به ترویج تعالیم باب پرداخت. او هنجارهای رایج دوران را به چالش کشید که کشف حجاب در واقعه بدشت از آن‌جمله بود و در نهایت نیز جان خود را فدای ایمان و اعتقادش نمود و کشته‌شد. از قول عبدالبهاء نقل می‌شود که وقتی او وارد مجلسی می‌شد حتی بزرگ‌ترین علما هم سکوت می‌کردند. او به قدری در فلسفه و علم متبحر بود که تمام کسانی‌که به حضورش می‌رسیدند در هر موردی نخست با او مشورت و کسب تکلیف می‌کردند. شجاعت او نیز بی‌نظیر بود و بی‌پروا با دشمنان خود رو برو می‌شد تا سرانجام توسط مخالفین دیانت بابی که در صدد قلع و قمع بابیان بودند، در سال۱۸۵۲م به قتل رسید. طاهره نخستین زن آیین بابی بود که روبنده از صورت برگرفت و اعلام نمود که با آمدن آیین بیانی، احکام اسلام ملغی شده‌است. طاهره برترین شخصیت زن در آیین بیانی و سومین و شناخته‌شده‌ترین شخصیت زن در آئین بهایی است. یکی از مشهورترین کارهای او برداشتن روبنده در واقعه بدشت در شاهرود بود. برخی نویسندگان معاصر این عمل را در جهت آزادی زنان و عملی فمینیستی توصیف کرده‌اند. طاهره در اجتماع بدشت سخنرانی نمود و با حاضر شدن بدون نقاب روبنده حاضران را شوکه کرد. او همچنین جدائی دین بابی از دین اسلام و نسخ احکام و سنن قدیم را اعلام نمود.

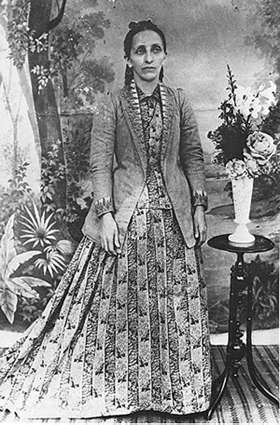
بهئیه خانم در سال ۱۸۹۵م

### بهیه خانم پیشگام در مدیریت و اداره امور جهانی بهائیان
بَهیّه خانم (۱۸۴۶ در تهران - ۱۵ ژوئیه ۱۹۳۲ در حیفا) ملقب به ورقهٔ عُلیا و با نام اصلی فاطمه سلطان متولد شده. او تنها دختر بهاءالله و آسیه‌خانم و خواهر تنی عبدالبهاء بود. وی دارای مقام بسیار والایی در دیانت بهایی است و همچون مادر خویش از بزرگ‌ترین زنان تاریخ آئین بهائی به‌شمار می‌رود. در طول جنگ جهانی اول، او غذا، لباس و کمک‌های پزشکی را بین جمعیت گرسنه محلی توزیع کرد. وی در زمان سفرهای عبدالبهاء به اروپا و آمریکا (بین سال‌های ۱۲۸۹ تا ۱۲۹۲ خورشیدی) و سفر شوقی افندی به اروپا (بین سال‌های ۱۳۰۱ تا ۱۳۰۳ خورشیدی) سِمت رهبر اجرایی آیین بهایی را برعهده داشت. سمتی که تا پیش از این برای یک زن در تاریخ ادیان ابراهیمی بی‌سابقه بوده‌است. سوزان استایلزمنک و ارویند شارما از بهیه‌خانم، آسیه‌خانم و طاهره قرةالعین به عنوان «سه زن مهم در آئین بهایی» یاد کرده‌اند. بِهیّه‌خانم هیچ‌گاه ازدواج نکرد و زندگی‌اش را وقف خدمت کرد. او در ۲۴ تیر ۱۳۱۱ در حیفا درگذشت و در باغ‌های بهایی در کوه کرمل دفن و آرامگاه و بنای یادبود او در مرکز جهانی بهایی ساخته شد.

### بهیه خانم رهبر اجرایی آیین بهایی
بَهیّه خانم به دفعات به سمت رهبر اجرایی آیین بهایی برگزیده شد. از جمله در دوره سفرهای عبدالبهاء به غرب بین سال‌های ۱۹۱۰–۱۹۱۳م، زمانی که در دهه ششم زندگی خود بود، و سپس در زمان سفرهای شوقی افندی به اروپا بین سال‌های ۱۹۲۲ تا ۱۹۲۴م هنگامی که در دهه هفتم از زندگی به سر می‌برد. ایفای چنین نقشی برای یک زن از نظر تاریخی بسیار کم سابقه بوده‌است. او در سال ۱۹۱۰م از سوی عبدالبهاء که در سفرهای طولانی خود به غرب بود، به این سمت منصوب شد. در این دوره، بهیه خانم به امور مرکز جهانی بهائی و ارتباطات خارجی آن می‌پرداخت. اینها شامل ملاقات با بزرگان، سخنرانی از طرف عبدالبهاء، ملاقات با مقامات مسئول چه مرد و چه زن، و ارائه کمک‌های پزشکی به بیماران و فقرا بود. بهیه همچنین به راهنمایی روحانی و اداری جامعه جهانی بهائی مشغول بود که مستلزم نوشتن نامه‌های تشویقی به جوامع بهائی سراسر جهان می‌بود. او در این مدت با عبدالبهاء مرتباً در مکاتبه بود.
در سال ۱۹۲۱، عبدالبهاء درگذشت و بهیه خانم با کمک سایچیرو فوجیتا در تلگرافهایی خبر فوت او را به عالم بهائی اعلام کرد. از جمله تلگرافی به منزل ولزلی تودور پل در لندن ارسال داشت و شوقی افندی را از این واقعه باخبر نمود.
هنگامی که شوقی افندی رهبری آیین بهائی را بر عهده گرفت، اظهار داشت که چگونه در دوران سخت پس از مرگ عبدالبهاء از حمایت‌های بهیه خانم بهره‌مند بوده‌است. در سال ۱۹۲۲ بهیه مجدداً و این بار توسط شوقی افندی به عنوان رهبر اجرایی دیانت بهایی انتخاب شد و کمیته ای به او در انجام این مهم کمک می‌نمود که البته بدون امضای او نمی‌توانست مصوبه ای داشته باشد. او مفاد وصیتنامه عبدالبهاء را برای بهاییان تشریح کرد و به ویژه زنان بهائی ایران را تشویق می‌نمود تا در فعالیت‌های بهائی مشارکت کنند و مفاد عهد و میثاق بهاءالله را برای ایشان توضیح می‌داد. نامه‌های تشویقی او برای جوامع بهائی که در سوگ درگذشت عبدالبهاء عزادار بودند، تسلی خاطر بود.
اولین گامی که شوقی افندی در ایجاد مرکز اداری بهائی برداشت، ابتیاع زمینی در کوه کرمل در مجاورت مرقد باب بود که جسد بهیه خانم در آن زمین به خاک سپرده شد. او سپس بقایای اجساد میرزا مهدی و نواب را نیز در دسامبر 1939 به این زمین منتقل نمود. این مقابر اکنون در باغ‌های بهائی، در سراشیبیی پایین ساختمانهای بهایی در قوس کوه کرمل قرار دارند. شوقی افندی همچنین ترجمه «تاریخ نبیل»، مطالع الانوار، را در سال ۱۹۳۲ به پایان رساند و آن را به بهیه خانم تقدیم کرد.

## قوانین بهائی و برابری جنسیتی
مرجع اصلی قوانین بهائی یکی از کتاب‌های بهاءالله به نام کتاب اقدس است. همراه با رشد، گسترش و بلوغ جوامع بهائی، قوانین بهائی نیز تحت هدایت بیت‌العدل اعظم، به تدریج برای عموم قابل اجرا می‌گردند. برای مثال، قانونی که در حال حاضر فقط برای بهائیان ایرانی وجود دارد، قانون اعطای مهریه از طرف شوهر است تا زن هر طور که مایل باشد آن را به مصرف برساند. میزان مهریه در کتاب اقدس تعیین شده و جنبه ای صرفاً نمادین از استقلال مالی زن دارد.
تفاوت‌های جنسیتی در قوانین بهائی بسیار کم است و می‌توان آن‌ها را به‌عنوان مجاز یا پیش فرض دسته‌بندی کرد. مجاز به معنی معافیت‌های اختیاری نظیر روزه گرفتن در دوران عادت ماهیانهٔ زن، یا رفتن به زیارت اماکن مقدسه (که برای زنان اختیاری است، اما برای مردان اگر توانایی مالی داشته باشند واجب است) و قوانین پیش‌فرض آنهایی هستند که تنها در صورتی اعمال می‌شوند که آنچه خلاف پیش‌فرض است وجود نداشته باشد. نمونه‌ای از مقررات پیش‌فرض، قواعد مربوط به عدم وجود وصیت‌نامه است که به موجب آن قانون ارث در زمانی اعمال می‌شود که وصیت‌نامهٔ معتبر یا لازم الاجرا وجود نداشته باشد. همهٔ بهائیان موظف به نوشتن وصیت‌نامه هستند. اما در صورت نبودن آن، قوانین ارث مندرج در کتاب اقدس (هنوز اجرا نمی‌شود) با این پیش‌فرض که شوهران از زنان و فرزندان حمایت مالی می‌کنند، و از پسران انتظار می‌رود که از مادران بیوه خود حمایت کنند، اجرا می‌شود.
از دیگر قوانین مربوط به تساوی حقوق زن ومرد، وجوب عفت جنسی برای زن و مرد قبل از ازدواج است. ازدواج بهائی بین زن و مرد به انتخاب خود آن‌ها و مشروط به رضایت والدین طرفین صورت می‌گیرد و تنها به صورت تک‌همسری پذیرفته‌است. هیچ الزامی برای تغییر نام خانوادگی زن وجود ندارد. طلاق، در عین این‌که به‌شدت با آن مخالفت شده، ولی ممنوع نیست و مجاز است که از طرف زن یا از طرف شوهر تقاضا داده شود، ولی قبل از قطعی شدن حکم، مستلزم یک سال اصطبار و زندگی جداگانه است. در مورد زنا نیز جریمه‌ای برابر برای زن و مردِ متخلف در نظر گرفته می‌شود. (این قانون نیز هنوز به مرحلهٔ اجرا نرسیده‌است) هیچ محدودیتی برای انتخاب پوشش برای زنان یا مردان وجود ندارد، اما رعایت اعتدال به همگان توصیه شده‌است.
از جمله سایر قوانین مرتبط به برابری زنان و مردان در کتاب اقدس، می‌توان به موارد زیر اشاره کرد:
- هر مرد فقط می‌تواند یک زن داشته باشد، در کتاب اقدس ازدواج با دو زن با رعایت عدالت جایز دانسته شده‌است؛ ولی عبدالبهاء مبّین آثار بهاءاللّه گفته‌است: چون شرط عدالت هیچ‌گاه تحقق نمی‌یابد، پس در واقع در ازدواج تعدد راه ندارد.
- سن بلوغ پسر و دختر یکسان است، یعنی پانزده سالگی.
- لزوم تعلیم و تربیت فرزندان (هم دختر و هم پسر) توسط پدر و مادر
- تمام اشیا و تمام انسان‌ها با هر اعتقاد و مذهبی پاک هستند[۴۷]

## برابری جنسیتی در زندگی عمومی و اداری بهائی
برابری جنسیتی مستلزم این است که زنان بتوانند در همهٔ زمینه‌های شغلی و مسائل زندگی مشارکت نمایند. عبدالبهاء زنان را تشویق می‌کرد تا با مهارت در هنرها و علوم، توانایی‌های نهفته خود را اثبات کنند و انرژی‌ها و توانایی‌های خود را در راستای کمک به بشریت در آنچه بیش از همه ضروری است، و به‌ویژه علوم صنعتی و کشاورزی به کار گیرند؛ زیرا از این طریق برابری آنها در معادلهٔ اجتماعی و اقتصادی به رسمیت شناخته خواهد شد. نمایندگی زنان در نهادهای نظم اداری بهائی که بر دو رکن انتصابی و انتخابی استوار است، در طول قرن گذشته به‌تدریج افزایش یافته‌است.
در نهادهای انتصابی، افراد در مقام مشاور، اما بدون اختیارِ تصمیم‌گیری، شرکت دارند. در نهادهای انتخابی، اختیار تصمیم‌گیری نه در اختیار فرد بلکه در اختیار کل جمع است. از آنجایی که در دیانت بهائی طبقه روحانی نظیر ساختار کشیشی- کلیسایی یا ولایت فقیهی وجود ندارد، آن عنصر سازمان یافتهٔ مذهبی که به‌طور سنتی با سرکوب زنان همراه بوده، کاملاً حذف شده‌است.
تبیین و تفسیر رسمی آیات منحصراً توسط شخص عبدالبهاء و جانشین او شوقی افندی صورت گرفته و اختیارات قانونگذاری به بیت‌العدل اعظم واگذار شده‌است. توجه به این نکته حائز اهمیت است که عضویت در یک تشکیلِ اداری مفهومِ برتریِ جایگاه روحانی را به‌همراه ندارد. علاوه بر این، عهد و میثاق در آئین بهائی، افراد یا نهادها را از قدرت مداری و تضعیفِ سایرین بازمی‌دارد. و همه، اعم از زن و مرد، را موظف به کمک در ایجاد تمدنی متعالی می‌نماید.
در مؤسساتِ انتصابی نظم اداری بهائی، زنان متعددی تا به حال در تمام سطوح، از جمله در بالاترین درجات آن به عنوان «ایادیان امرالله» و بعداً به عنوان اعضای هیئت دارالتبلیغ بین‌المللی، مهم‌ترین نهاد مشاوره‌ای بیت‌العدل منصوب شده‌اند. یادآور می‌گردد که در میان کسانی‌که به‌عنوان «هیئت مشاورین قاره‌ای» و «اعضای هیئت معاونت» و «اعضای لجنات ملی» منصوب شده‌اند، از نظر تعداد، برابری جنسیتی نزدیکی وجود دارد. به عنوان مثال: درصد زنانی که در سال ۱۹۸۰ در سِمَتِ مشاور خدمت می‌کردند از ۲۴ درصد، به ۴۸ درصد از ۸۱ مشاوری که در سراسر جهان خدمت می‌کردند، در سال ۲۰۱۰ افزایش یافت و تا سال ۲۰۲۰، اکثر اعضای دارالتبلیغ بین‌المللی زن بوده‌اند.

### ایادیان امرالله
ایادیان امرالله در دیانت بهائی به گروهی از بهائیان گفته می‌شود که توسط بهاءالله، عبدالبهاء، و شوقی افندی، برای انتشار تعالیم بهائی و حفظ همبستگی جامعه آن منصوب شده بودند. مجموع تعداد ایادیان در طول تاریخ امر بهائی ۵۰ نفر بوده‌است. هشت نفر از پنجاه نفر ایادیان امرالله زن بودند، اسامی آنها به ترتیب انتصاب:
- کیت رانسوم-کهلر (۱۸۷۶–۱۹۳۳) (به عنوان اولین زن ایادی امرالله و اولین شهید آمریکایی)[۵۱]
- مارتا روت (۱۸۷۲–۱۹۳۹) (که به عنوان اصلی‌ترین دست علت قرن اول بهائی و «نخستین و بهترین ثمره» عصر تکوین مشخص شد.[۵۲]
- دوروتی بیچر بیکر (۱۸۹۸–۱۹۵۴)
- آملیا انگلدر کالینز (۱۸۷۳–۱۹۶۲)
- کلارا دان (۱۸۶۹–۱۹۶۰)
- کورین نایت ترو (۱۸۶۱–۱۹۶۱)
- روحیه خانم (۱۹۱۰–۲۰۰۰)
- اگنس بالدوین الکساندر (۱۸۷۵–۱۹۷۱)

شوقی افندی در پیامی در اکتبر ۱۹۵۷ به مقام ایادیان امرالله به عنوان حارسان امرالهی تأکید نموده و از آنان با عناوینی از جمله صاحب منصبان عالی‌رتبه امرالله یاد نمود.
در فاصله بین درگذشت شوقی افندی و انتخاب بیت العدل اعظم، هیئت ایادیان امرالله در شش مجمع عمومی حضور یافتند که همگی در بهجی برگزار شد. طی اولین مجمع که از ۱۸ تا ۲۵ نوامبر ۱۹۵۷ به طول انجامید ایادیان نه نفر را از بین خود انتخاب کردند که عنوان حارسین یا متصدّیان قانونی در مرکز جهانی خدمت کنند.
از این نه نفر، دو زن به عنوان حارسان خدمت می‌کردند: املیا کالینز و روحیه خانم

### شورای بین‌المللی بهائی
شوقی افندی در تاریخ ۹ ژانویه ۱۹۵۱ تأسیس اولین شورای بین الملی بهائی را به عالم بهائی اعلان نمود. شورای بین‌المللی بهائی هیئتی انتصابی مستقرّ در ارض اقدس بود که سه وظیفه بر عهده داشت: تحکیم روابط با مقامات دولتی، کمک در بنای مقام اعلی و حل و فصل برخی از مسائل اداری بهائی با مقامات مدنی.
زنان عضو شورای جهانی بهائی و تاریخ خدمت آنها عبارت بودند از:
- روحیه خانم (۱۹۵۱–۱۹۶۱)
- املیا کالینز (۱۹۵۱–۱۹۶۱)
- جسی رول (۱۹۵۱–۱۹۶۳)
- اتل رول (۱۹۵۱–۱۹۶۳)
- گلدیس ویدن (۱۹۵۱–۵۲)
- سیلویا آیواس (۱۹۵۵–۱۹۶۱)
- میلدرد متحده (۱۹۶۱–۱۹۶۳)

### مشاورین قاره ای
پس از انتخابات بیت العدل اعظم، در سال ۱۹۷۳، هیئت‌های مشاورین به صورت انتصابی ایجاد شد. از ۹۰ نفر اعضای هیئت مشاورین - ۸۱ نفر در هیئت‌های قاره ای و ۹ نفر در دارالتبلیغ بین‌المللی خدمت می‌کنند.
از سال ۲۰۰۰، تعداد مشاوران زن در دارالتبلیغ بین‌المللی پنج نفر از ۹ نفر بوده‌است. بدون احتساب ایادیان امرالله، زنان و سنوات خدمت آنان عبارتند از:
- فلورانس مایبری (۱۹۷۳–۱۹۸۳)
- آنلیز باپ (۱۹۷۹–۱۹۸۸)
- مگدالن کارنی (۱۹۸۳–۱۹۹۱)
- ایزوبل صبری (۱۹۸۳–۱۹۹۲)
- لورتا کینگ (۱۹۸۸–۲۰۰۳)
- جوی استیونسون (۱۹۸۸–۱۹۹۸)
- جوآن لینکلن (۱۹۹۳–۲۰۱۳)
- کیمیکو شورین (۱۹۹۳–۱۹۹۸)
- ویولت هاک (۱۹۹۸–۲۰۰۸)
- پنی واکر (۱۹۹۸–۲۰۱۳)
- زنایدا رامیرز (۲۰۰۰–۲۰۱۳)
- راشل ندگوا (۲۰۰۳–)
- اورانسایخان گرانفر (۲۰۰۸–۲۰۱۸)
- آلیسون میلستون (۲۰۱۳–۲۰۱۸)
- ادیت سنوگا (?)
- آنتونلا دمونته (۲۰۱۳–)
- مهرانگیز فرید تهرانی (۱۳۹۲–)
- گلوریا جاوید (۲۰۱۸ –)
- هالی وودارد (۲۰۱۸–)